# Khartoum
Pour les articles homonymes, voir Khartoum (homonymie).
Khartoum, en arabe : الخرطوم (al-Khurṭūm), est la capitale du Soudan. Elle est située au confluent du Nil Blanc (venant du Soudan du Sud) et du Nil Bleu (venant d'Éthiopie).
La ville elle-même compte plus de deux millions d'habitants ; avec les districts environnants d'Omdourman à l'ouest et de Bahri au nord, elle constitue une agglomération d'au moins sept millions d'habitants en 2023, la plus grande du pays.

## Histoire

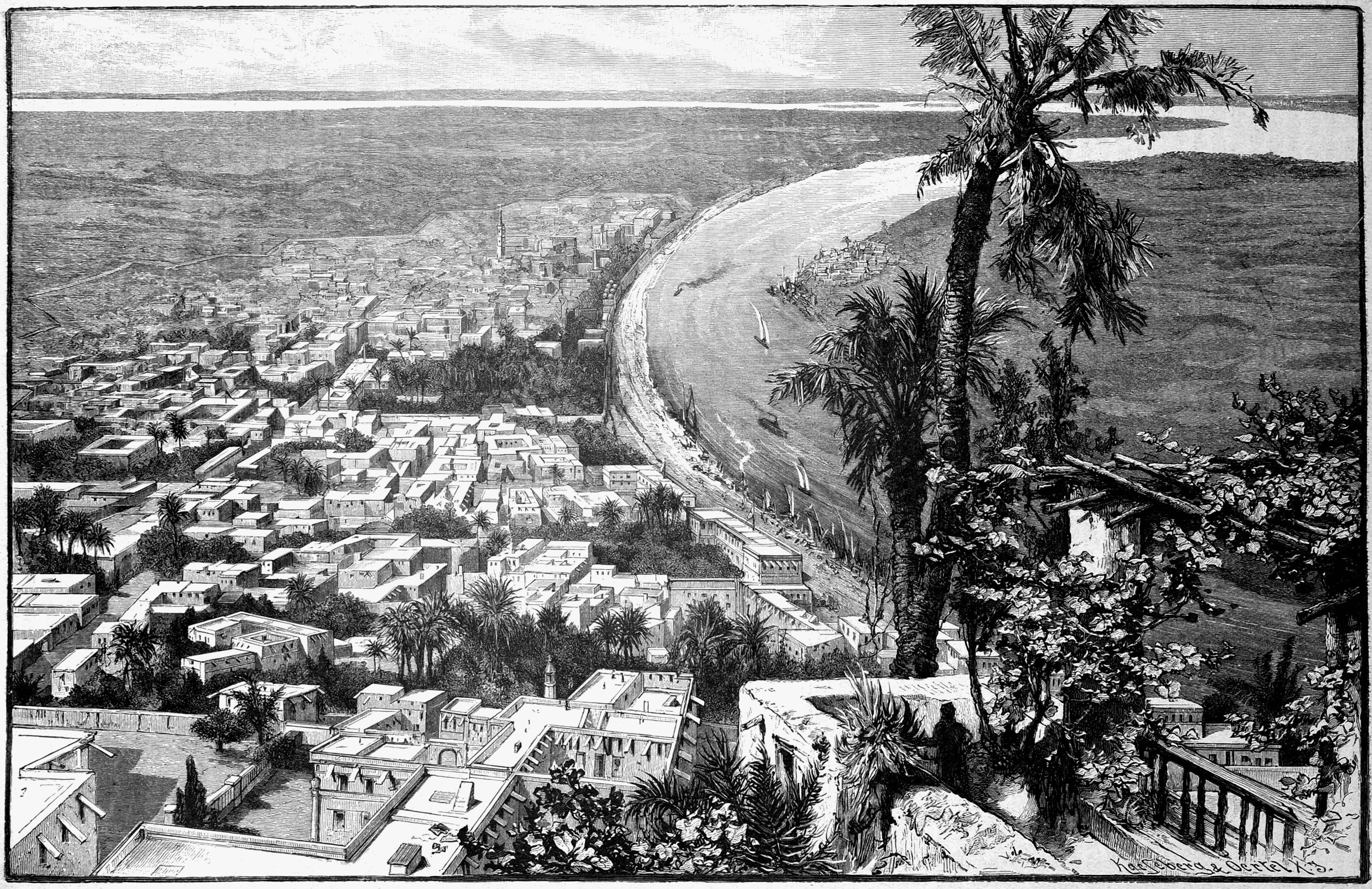
Khartoum en 1888

La ville est fondée en 1821 par les troupes de Méhémet Ali, pour bénéficier d'une position jugée stratégique sur la route des caravanes entre Égypte et Éthiopie, au nord de l'ancienne cité de Soba. 
Les Britanniques prennent contrôle de la ville à l'issue de la guerre anglo-égyptienne de 1882. En 1884-1885, la ville est assiégée pendant neuf mois par les troupes de l'insurrection mahdiste, qui s'en emparèrent et massacrent les troupes anglo-égyptiennes, commandées par le général Gordon, qui contrôlaient alors le Soudan. En 1898, les Britanniques parviennent à reprendre la ville.
Sévèrement touchée par les aléas de la guerre durant ces années, la ville est entièrement reconstruite selon les plans d'un architecte britannique et devient la capitale du condominum anglo-égyptien, puis du Soudan à partir de l'indépendance de 1956.
En 1973, des terroristes palestiniens du groupe Septembre noir attaquent l'ambassade saoudienne et tuent deux diplomates américains et un belge.

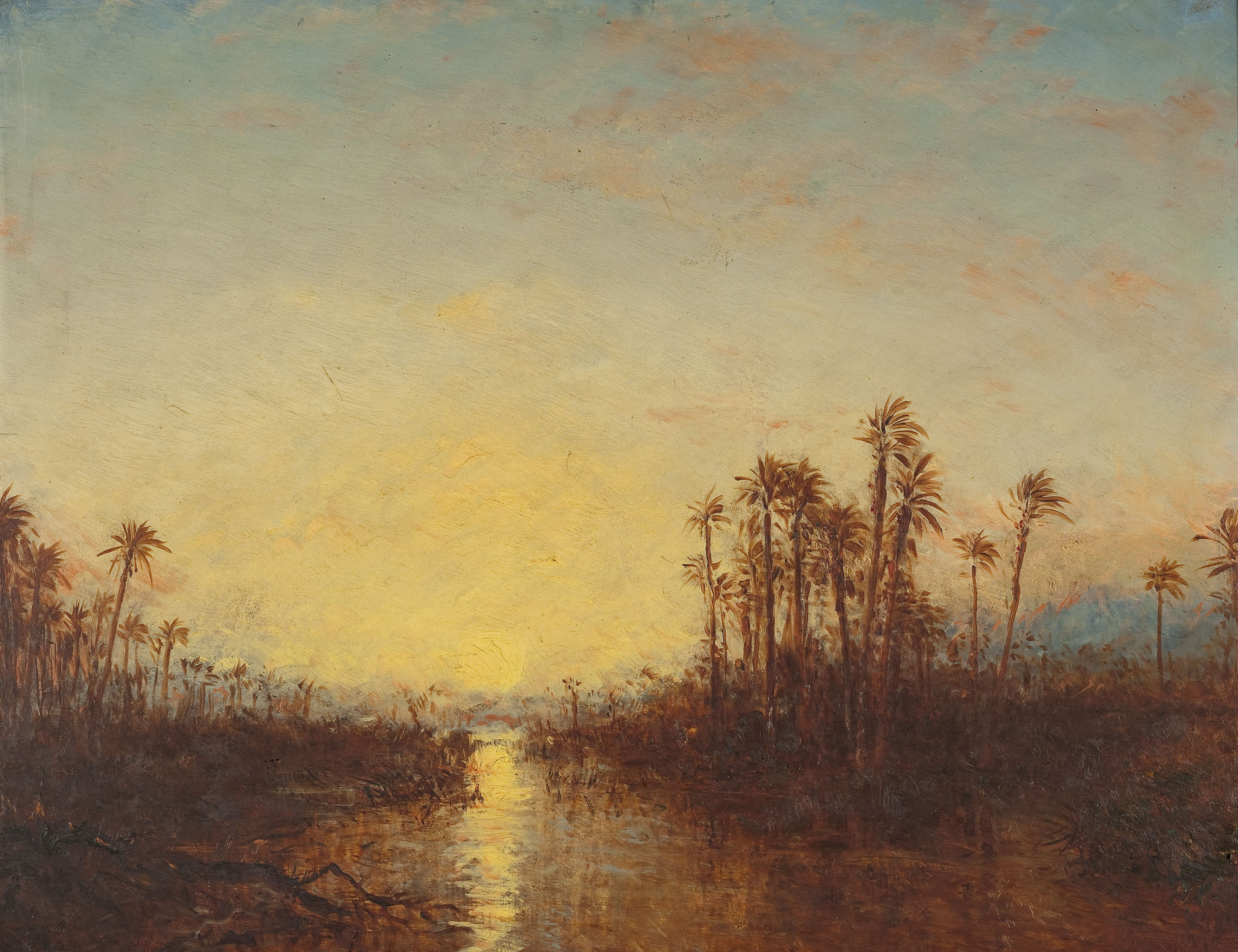
Khartoum, coucher de soleil
Félix Ziem, 1885-1890
Petit Palais, Paris

À la suite des attentats du 7 août 1998 contre les ambassades américaines à Nairobi (Kenya) et Dar es Salaam (Tanzanie), attentats imputés à Oussama ben Laden et Al-Qaïda, les États-Unis d'Amérique, en représailles, bombardent, le 20 août suivant, une usine de produits pharmaceutiques située à Khartoum (outre les frappes visant des camps en Afghanistan).
Le 3 juin 2019, après le coup d'État qui renverse Omar el-Bechir, l'armée tue plus d'une centaine de manifestants qui protestaient contre le nouveau régime.
Au moins 23 personnes sont tuées et plus de 130 sont blessées dans l'incendie d'une usine au nord de la ville, en décembre 2019.
Le 1er juillet 2020, des militants ont exigé que la rue al-Zibar Basha à Khartoum soit renommée. Al-Zubayr Rahma Mansur était un marchand d'esclaves et la rue al-Zibar Basha mène à la base militaire où le massacre de Khartoum en 2019 a eu lieu.
Le 26 octobre 2021, la ville a été bouclée à la suite d'un coup d'État militaire qui a fait au moins 7 morts, déclenchant des manifestations et des appels à la grève générale. Le Premier ministre Abdalla Hamdok a été arrêté lors du coup d’État et détenu avec d’autres membres du cabinet dans un lieu inconnu.
Le 15 avril 2023, des combats entre les forces armées soudanaises et les RSF ont éclaté à travers le Soudan, y compris à Khartoum. Des combats ont été signalés au palais présidentiel, au siège des RSF, à l'aéroport international de Khartoum et à l'aéroport de Merowe, que les RSF prétendent avoir capturé. Les forces armées soudanaises ont repris le contrôle total de Khartoum le 26 mars 2025.

## Géographie

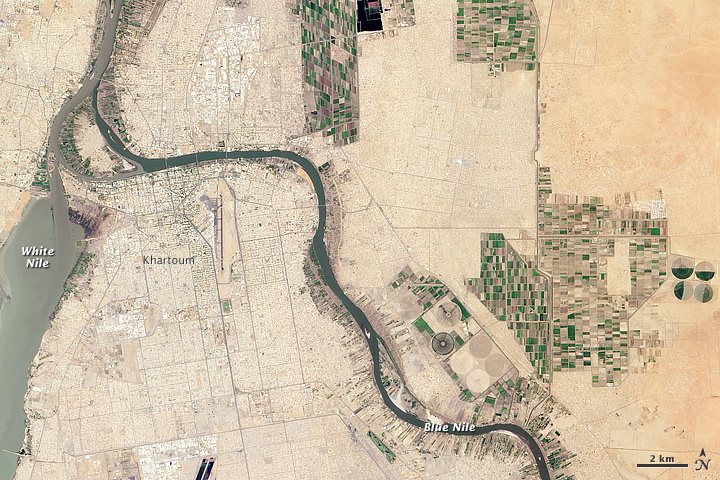
Vue par satellite de Khartoum

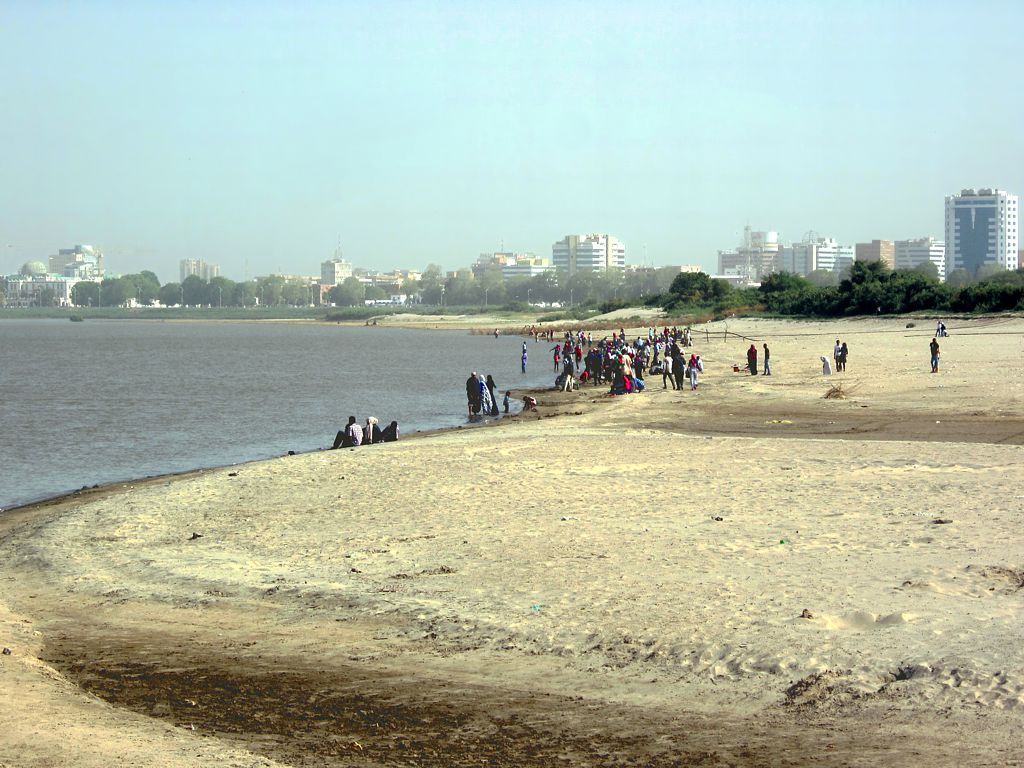
Plage sur le Nil à Khartoum

Khartoum est située au centre-est du pays et au confluent du Nil Bleu et du Nil Blanc. Omdurman se trouve au nord-nord-ouest de la capitale, sur la rive gauche du Nil Blanc, et Bahri au nord. La position de cette dernière lui fait border les deux cours d'eau, à l'égal de Khartoum. L'île de Tuti est visible au centre du confluent, entre les trois villes.

### Climat
Khartoum bénéficie d'un climat aride à longue saison sèche « hivernale », typique de la zone saharo-sahélienne qui marque la transition progressive entre le Sahara, espace aride, et le Sahel, espace semi-aride. Le climat y est extrêmement sec pendant une bonne partie de l'année avec près de neuf mois où les précipitations moyennes sont inférieures ou égales à 5 mm. La très longue saison sèche est elle-même subdivisée en une saison très sèche et chaude qui dure de novembre à mars et en une saison sèche et très chaude qui dure d'avril à juin. Pendant cette partie de l'année, les alizés continentaux, chauds et secs, associés au régime anticyclonique, venus des déserts, balayent la région, notamment l'harmattan (vent de secteur nord ou nord-est) : le ciel est parfaitement dégagé, le temps est clair, stable, très sec, et l'inhibition pluviométrique y est totale. La saison des pluies, très brève et irrégulière, dure environ un mois et le maximum pluviométrique est atteint en août avec près de 75 mm. En revanche, la saison des pluies résulte d'un changement du régime des vents : la région est alors soumise au régime dépressionnaire associé à la remontée vers le nord de la zone de convergence intertropicale. Les précipitations moyennes annuelles sont très faibles avec seulement 162 mm d'eau. On enregistre en moyenne six jours par an avec 10 mm ou plus et dix-neuf jours par an avec 1 mm ou plus de précipitations. 
Les températures les plus élevées se rencontrent à deux périodes de l'année : la première à la fin de la saison sèche, où les températures moyennes maximales dépassent constamment 40 °C d'avril à juin et la seconde au tout début de la saison sèche où les températures moyennes maximales dépassent 39 °C pendant les mois de septembre et d'octobre. Cependant, des pics à 40 °C ou plus sont susceptibles de se produire entre fin février et fin novembre. On enregistre, par an, jusqu'à 170 jours par an où le mercure atteint ou dépasse la barre des 40 °C. Ces deux maximums thermiques s'expliquent par le fait que dans cette zone, le soleil atteint son zénith à deux périodes bien différentes. Les températures moyennes maximales restent supérieures à 30 °C pendant les mois les moins chauds. Khartoum est l'une des grandes villes les plus chaudes du monde, avec une températures moyenne journalière annuelle de près de 30 °C. C'est aussi une des grandes villes les plus ensoleillées au monde, avec une durée moyenne annuelle d'ensoleillement tournant autour de 3 700 heures[réf. nécessaire].
| Mois                                | jan. | fév. | mars | avril | mai  | juin | jui. | août | sep. | oct. | nov. | déc. | année |
| ----------------------------------- | ---- | ---- | ---- | ----- | ---- | ---- | ---- | ---- | ---- | ---- | ---- | ---- | ----- |
| Température minimale moyenne (°C)   | 15,6 | 17   | 20,5 | 23,6  | 27,1 | 27,3 | 25,9 | 25,3 | 26   | 25,5 | 21   | 17,1 | 22,7  |
| Température moyenne (°C)            | 23,2 | 25   | 28,7 | 31,9  | 34,5 | 34,3 | 32,1 | 31,5 | 32,5 | 32,4 | 28,1 | 25,5 | 29,9  |
| Température maximale moyenne (°C)   | 30,8 | 33   | 36,8 | 40,1  | 41,9 | 41,3 | 38,4 | 37,3 | 39,1 | 39,3 | 35,2 | 31,8 | 37,1  |
| Précipitations (mm)                 | 0    | 0    | 0    | 0,4   | 4    | 5,4  | 46,3 | 75,2 | 25,4 | 4,8  | 0,7  | 0    | 162,2 |
| Nombre de jours avec précipitations | 0    | 0    | 0    | 0,5   | 1    | 1    | 5    | 7    | 3    | 1    | 0,5  | 0    | 19    |

## Culture
Le musée national du Soudan conserve une partie des fresques de la cathédrale de Faras qui ont été sauvées de 1961 à 1964 dans le cadre d'une mission de l'UNESCO pour le sauvetage des temples de Nubie des eaux du lac Nasser, par l'équipe d'archéologues polonais de Kazimierz Michalowski[réf. nécessaire]. 

La cathédrale qui a fonctionné sans interruption du VIIIe siècle au XIVe siècle contenait cent soixante-neuf fresques dont soixante-sept sont désormais conservées dans la collection du musée national de Varsovie, créé tout exprès pour les accueillir et au musée de Khartoum.

## Enseignement supérieur

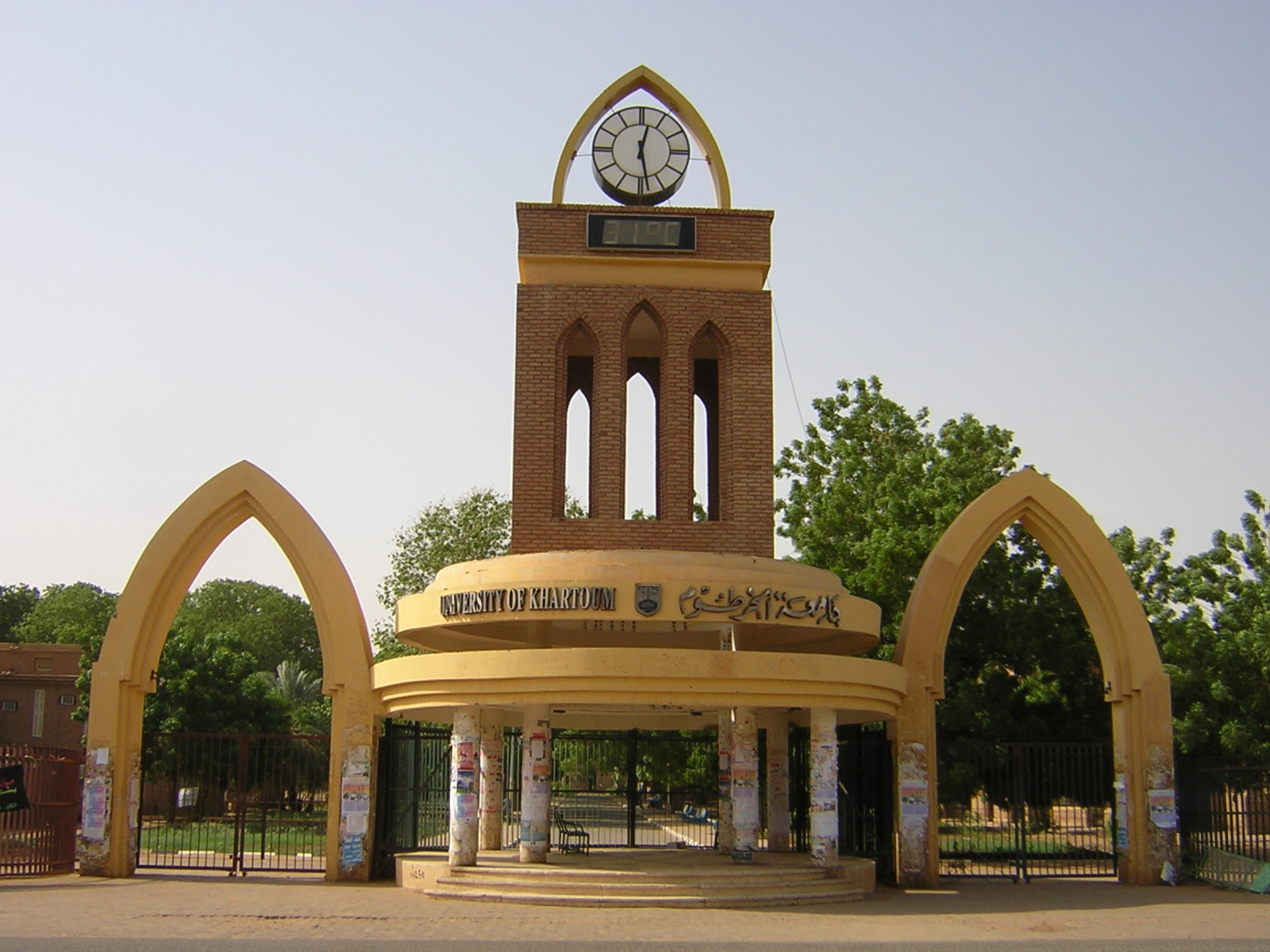
Université de Khartoum

Khartoum est le siège principal de la plupart des principaux établissements d’enseignement du Soudan. Il existe quatre principaux niveaux d’enseignement :
1. Jardin d'enfants et garderie. Cela commence à l'âge de 3-4 ans et se compose de 1 à 2 niveaux (selon les parents).
2. École primaire. Les élèves de première année entrent à l’âge de 6-7 ans. Il comprend 8 niveaux, après lesquels, à 13-14 ans, les élèves sont prêts à passer les examens de certificat et à entrer au lycée.
3. Lycée. Dans ces trois méthodes scolaires, on ajoute quelques matières académiques principales telles que la chimie, la biologie, la physique et la géographie. Il y a trois niveaux à ce niveau. L'âge des étudiants varie entre 14-15 et 17-18 ans.
4. Enseignement supérieur. Il existe plusieurs universités et collèges à Khartoum, notamment l'Université de Khartoum et l'Université soudanaise des sciences et technologies.

## Transports
Khartoum abrite le plus grand aéroport du Soudan, l'aéroport international de Khartoum. C'est la plaque tournante principale de Sudan Airways, le principal transporteur du Soudan. Un nouvel aéroport était prévu dans la périphérie sud de la ville, mais avec la croissance rapide de Khartoum et l'étalement urbain qui en résulte, l'aéroport est toujours situé au cœur de la ville[réf. nécessaire].

Le transport à Khartoum se limite au réseau routier, les bus et les véhicules personnels constituant les principaux types de véhicules. Comme dans de nombreuses villes du continent, certaines parties de Khartoum sont reliées par des bus privés,.

Transport routier.
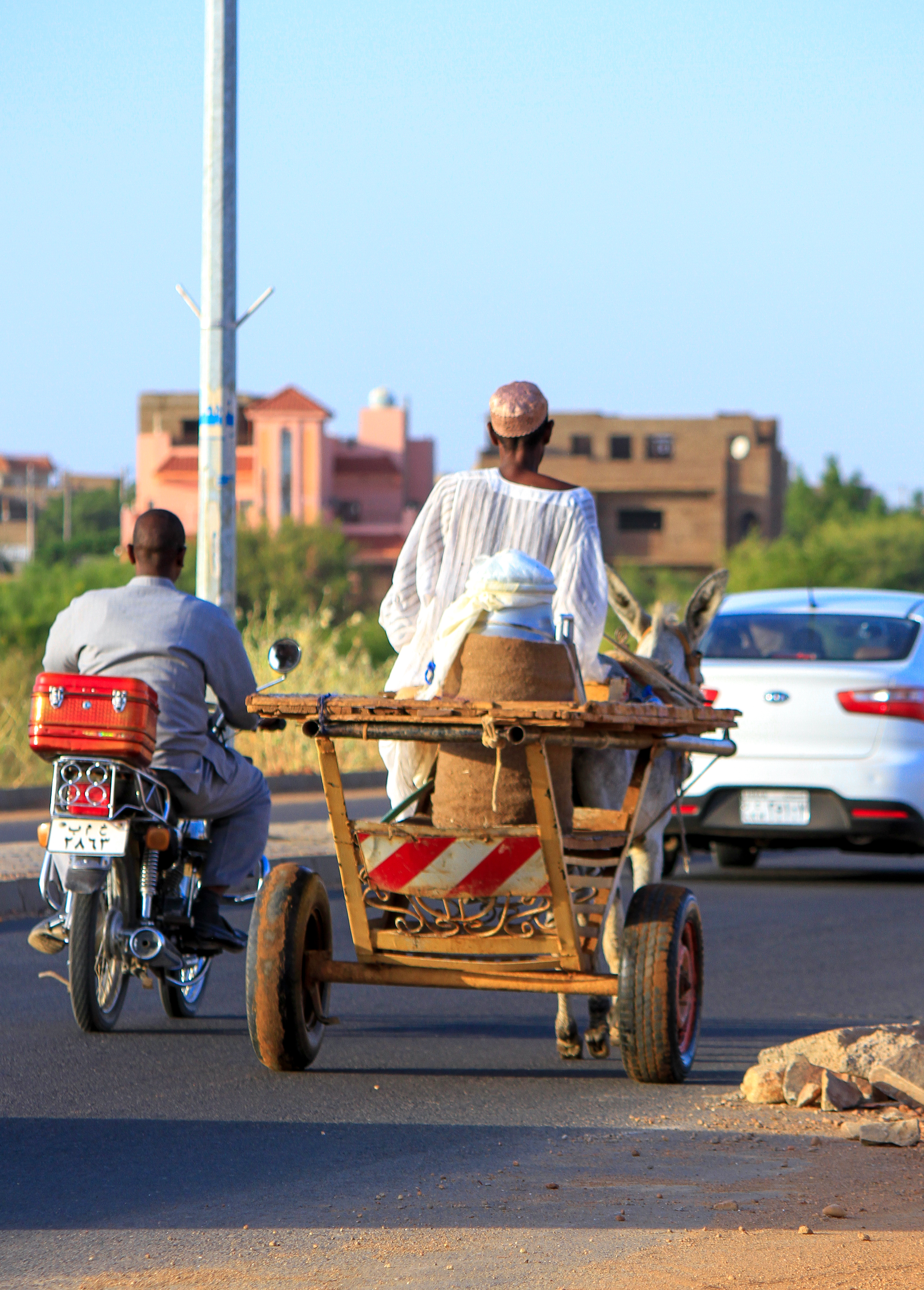
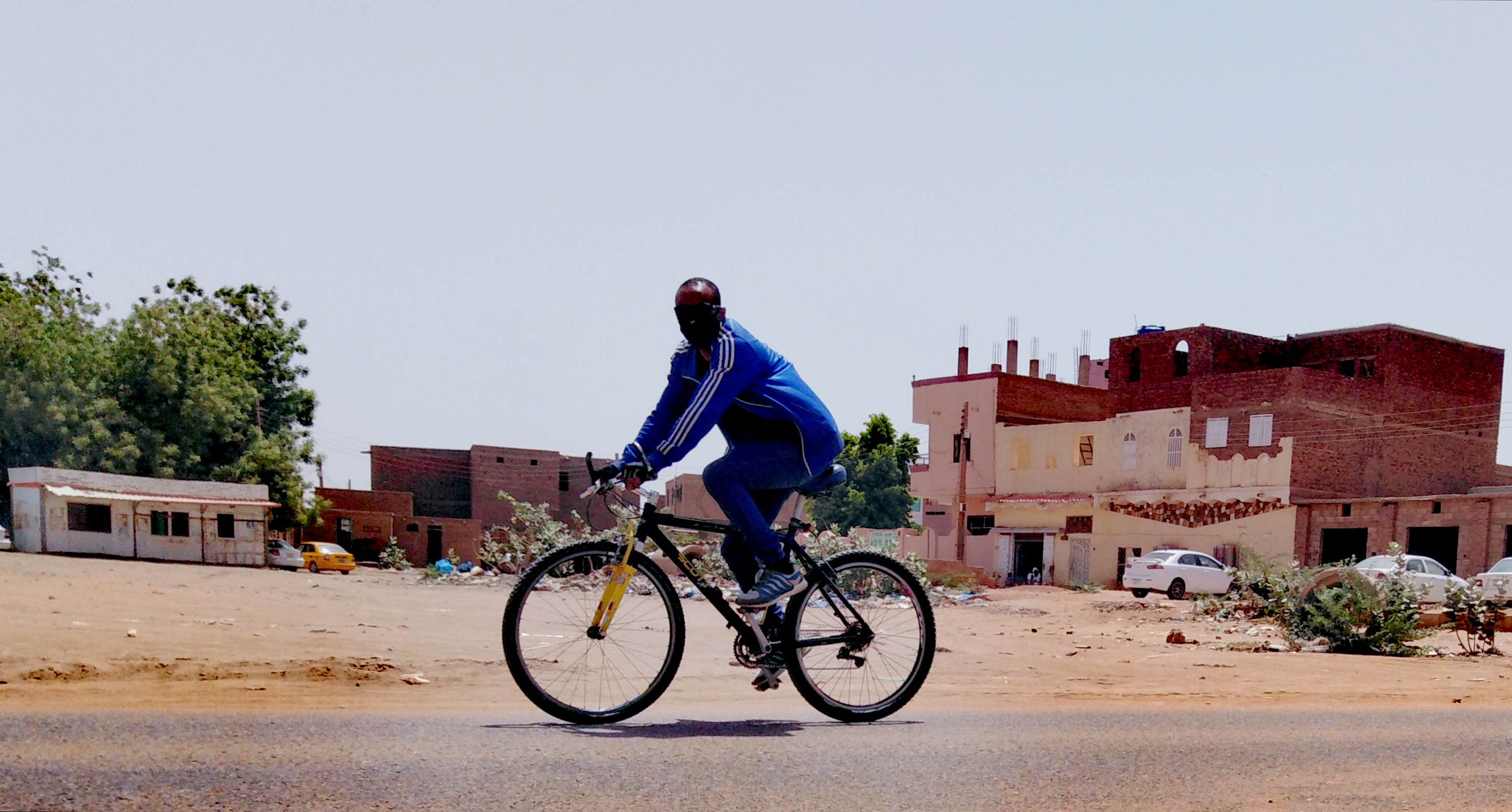
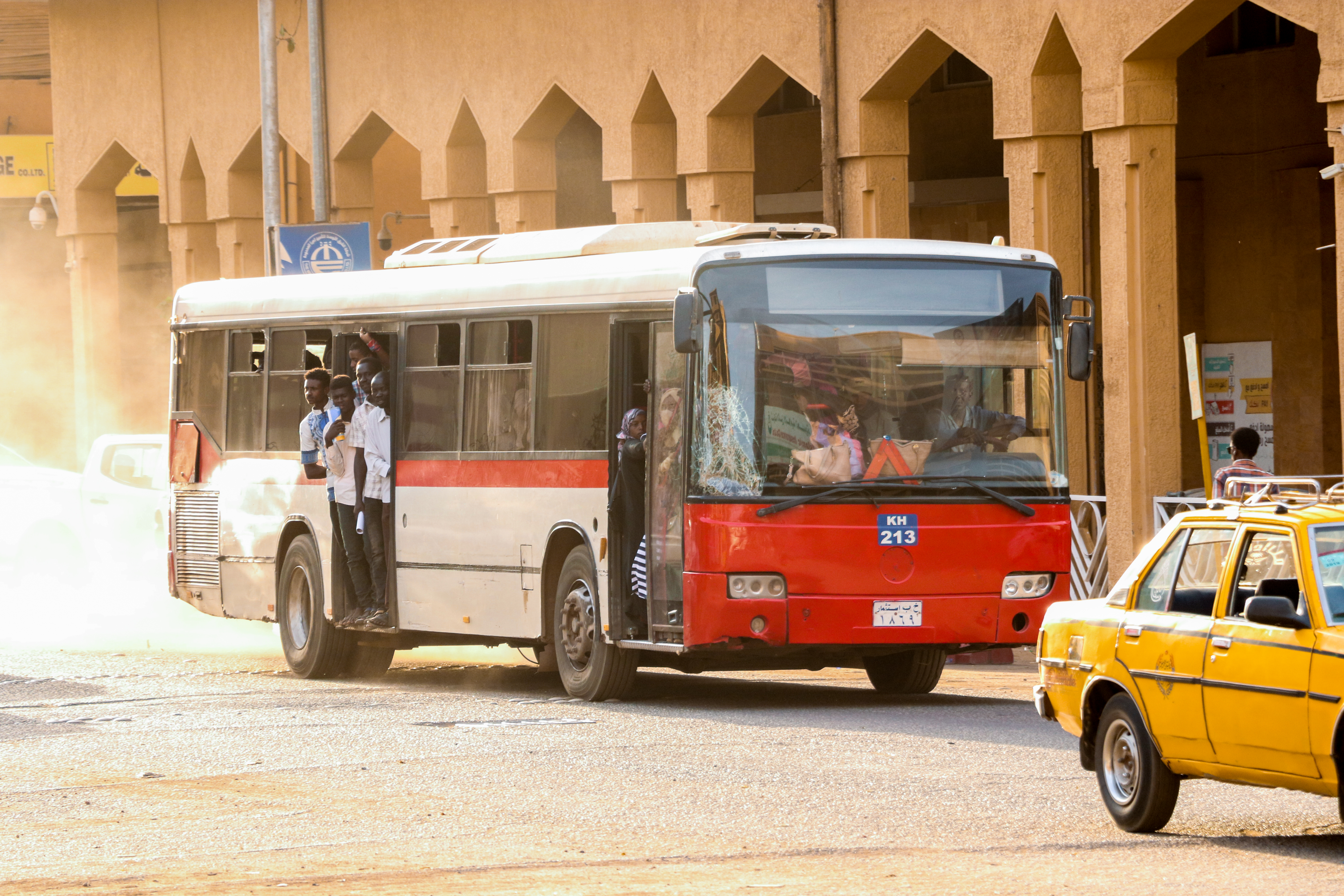
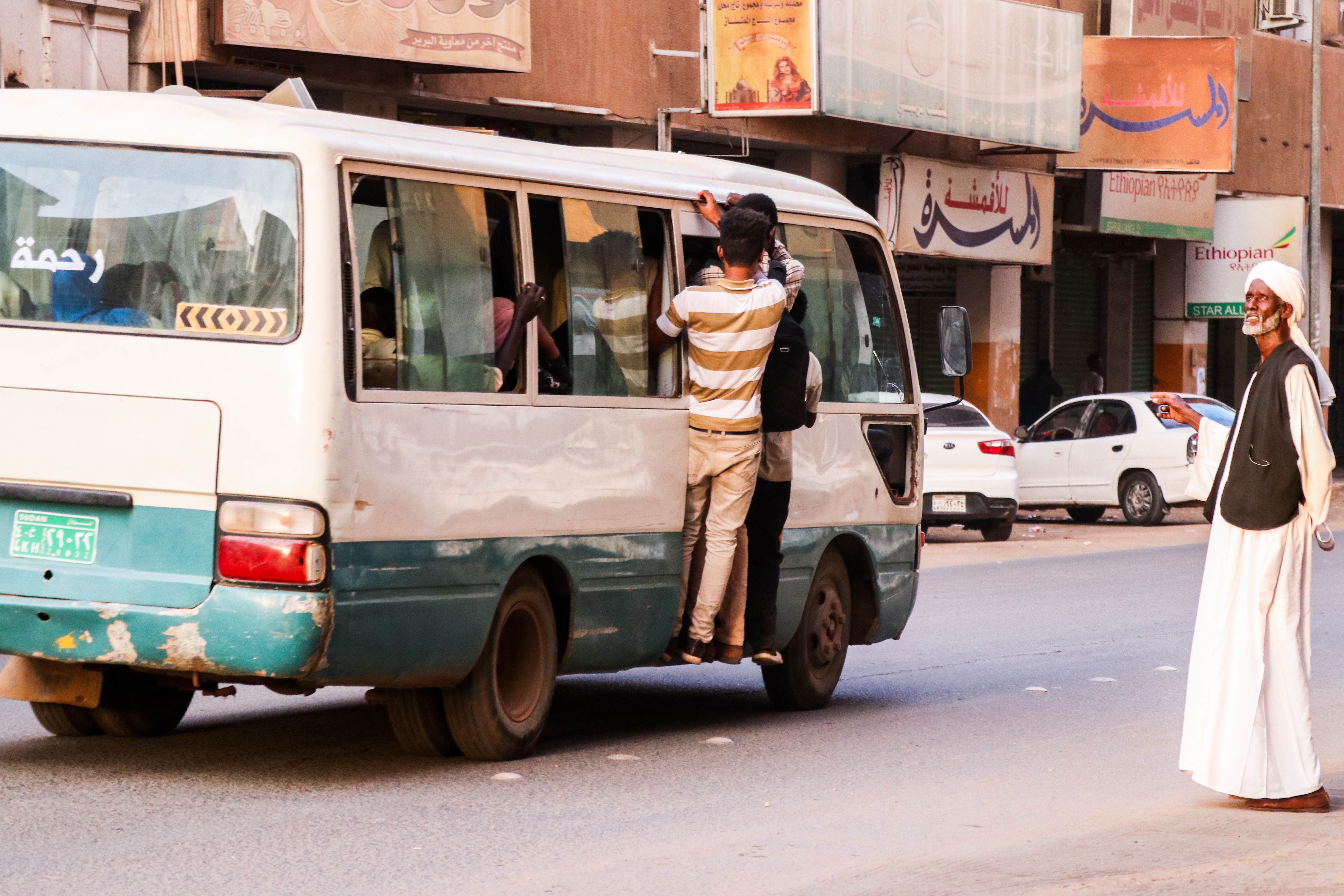
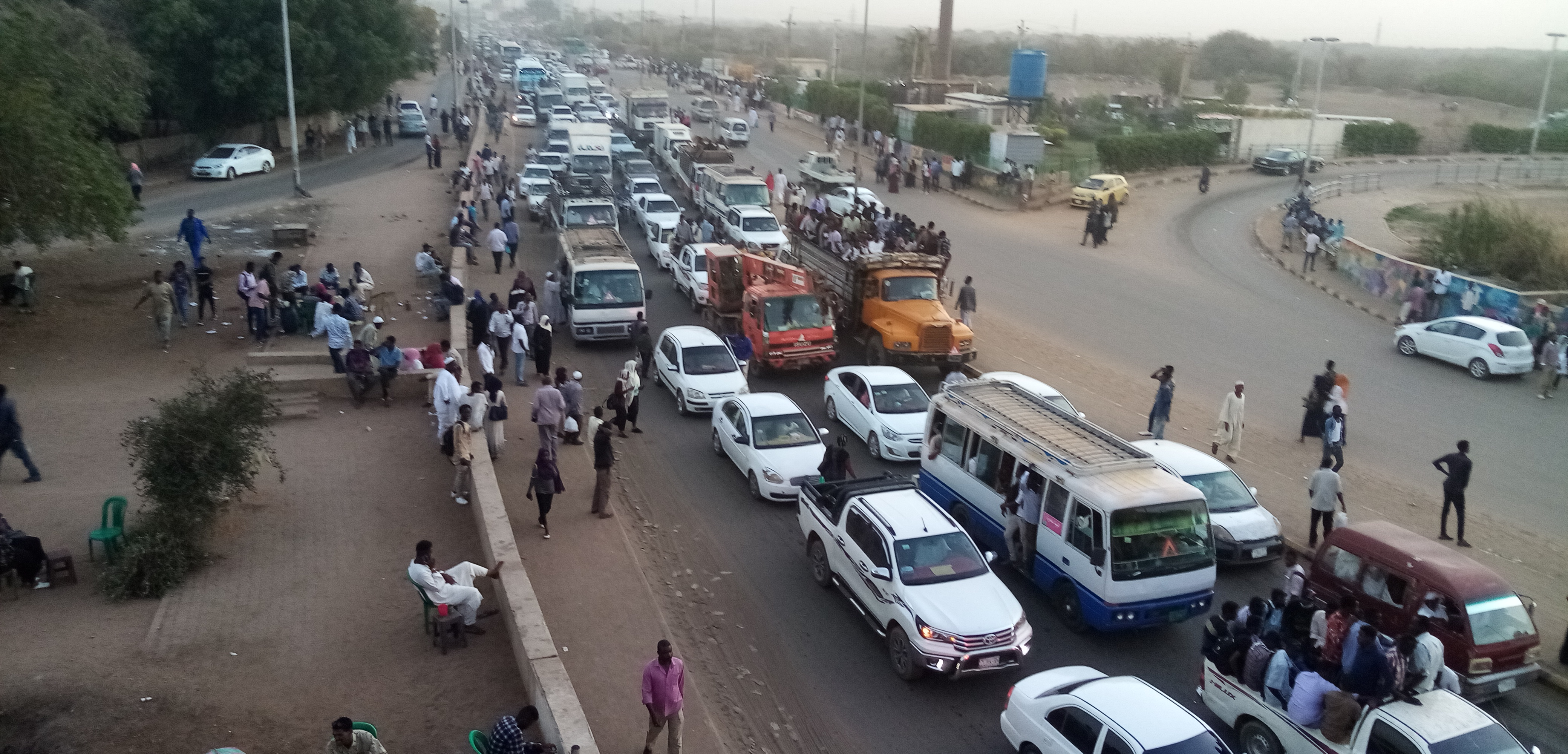

## Économie
Après la signature de l'accord de paix global historique entre le gouvernement du Soudan et le Mouvement populaire de libération du Soudan (SPLA), le gouvernement du Soudan a lancé un projet de développement de grande envergure,. En 2007, les plus grands projets à Khartoum étaient le projet de développement Al-Mogran, deux hôtels cinq étoiles, un nouvel aéroport, le pont El Mek Nimr (achevé en octobre 2007) et le pont Tuti qui relie Khartoum à l'île de Tuti[réf. nécessaire].
Au 21e siècle, Khartoum s’est développé grâce à la richesse pétrolière du Soudan (bien que l’indépendance du Soudan du Sud en 2011 ait eu un impact négatif sur l’économie du Soudan). Le centre de la ville possède des rues bordées d'arbres. Khartoum a la plus forte concentration d’activité économique du pays. La situation a changé à mesure que des développements économiques majeurs ont lieu dans d’autres régions du pays, comme l’exploration pétrolière dans le sud, le complexe industriel de Giad dans l’État d’Al Jazirah et le projet sucrier du Nil Blanc dans le centre du Soudan, et le barrage de Merowe dans le nord[réf. nécessaire].
Parmi les industries de la ville, on trouve l'imprimerie, la fabrication du verre, la transformation des aliments et le textile. Les produits pétroliers sont désormais produits dans l’extrême nord de l’État de Khartoum, fournissant du carburant et des emplois à la ville. L’une des plus grandes raffineries du Soudan est située dans le nord de Khartoum[réf. nécessaire].

### Commerce de détail
Le Souq al Arabi est le plus grand marché en plein air de Khartoum. Le Bazar s'étend sur plusieurs pâtés de maisons dans le centre de Khartoum, juste au sud de la Grande Mosquée (Mesjid al-Kabir) et de la gare des minibus. Il est divisé en sections distinctes, dont une entièrement consacrée à l'or[réf. nécessaire].
Les rues Al Qasr et Al Jamhoriyah sont considérées comme les rues principales les plus célèbres de l'État de Khartoum[réf. nécessaire].
Le centre commercial Afra est situé dans la banlieue sud d'Arkeweet. Le centre commercial Afra dispose d'un supermarché, de points de vente au détail, de cafés, d'un bowling, de cinémas et d'une aire de jeux pour enfants[réf. nécessaire].
En 2011, le Soudan a ouvert la section hôtelière et une partie de l'aire de restauration de la nouvelle tour de l'hôtel Corinthia. La section Centre commercial/Shopping est encore en construction.
Khartoum est connu pour le souk Libya, un des plus grands marchés de la région, comptant environ 3 800 boutiques.

## Lieux de culte
Parmi les lieux de culte, il y a principalement des mosquées musulmanes.   Il y a aussi des églises et des temples chrétiens : Archidiocèse de Khartoum (Église catholique), Église intérieure du Soudan (Alliance baptiste mondiale), Presbyterian Church in Sudan (Communion mondiale d'Églises réformées)[réf. nécessaire].

## Jumelages
- Ankara (Turquie)
- Istanbul (Turquie)
- Wuhan (Chine)
- Le Caire (Égypte)
- Amman (Jordanie)
- Saint-Pétersbourg (Russie)
- Asmara (Érythrée)
- Addis-Abeba (Éthiopie)
- Brasilia (Brésil)
- Hargeisa (Somalie)
- Dubaï (Émirats arabes unis)

## Personnalités liées à la commune
- Mohammed Naguib (1901-1984), homme politique et président égyptien ;
- Nessim Gaon (1922-2022), financier suisse ;
- Mohammed Wardi (1932-2012), compositeur et chanteur soudanais ;
- Ahmed al-Mirghani (1941-2008), homme politique soudanais ;
- Intisar el-Zein Soughayroun (1958-), archéologue et ministre soudanaise ;
- Constantin Pappas (1962-), doubleur français d'origine grecque né à Khartoum ;
- Amal Habani (1974-), journaliste et militante des droits humains ;
- Nasredeen Abdulbari (1977 ou 1978-), homme politique, ministre de la Justice ;
- Fayçal Agab (1978-), footballeur soudanais ;
- Alsarah (1982-), chanteuse américano-soudanaise ;
- Ismaïl Ahmed Ismaïl (1984-), athlète soudanais ;
- Nagmeldin Ali Abubakr (1986-), sprinteur soudanais.
- Alaa Satir (1991-), artiste et dessinatrice soudanaise.
- Yousra Elbagir (vers 1992-), journaliste soudanaise.
- Almoez Ali (1996-), footballeur qatari
- Eric Ernest Burgess (1891-1977), créateur de parfum anglais